# Petr Fiala
Petr Fiala (AFI: ˈpɛtr̩ ˈfɪjala; Brno, 1 de setembro de 1964) é um político e cientista político checo, atual Primeiro-ministro da República Tcheca desde 28 de novembro de 2021 e líder do Partido Democrático Cívico (ODS) desde 2014. Foi anteriormente Ministro da Educação, Juventude e Esportes de 2012 a 2013.

## Biografia
Ele se formou na Universidade de Brno (1983-1988) em língua e história tcheca, depois do qual trabalhou como historiador em um museu. Na década de 1980 esteve envolvido em atividades cívicas independentes contra a ditadura comunista. Depois de novembro de 1989 fundou o campo da ciência política. Os cargos que ocupou desde então incluem chefe do Departamento de Ciência Política (1993–2002) e do Departamento de Relações Internacionais e Estudos Europeus (2002–2004), diretor do Instituto Internacional de Ciência Política (1996–2004), diretor do Instituto de Pesquisa Política Comparada (2005–2011) e reitor da Faculdade de Estudos Sociais da Universidade de Masaryk (2004).
Como reitor, atuou dois mandatos como chefe da Universidade Masaryk (2004–2011), que durante esse período se tornou a universidade tcheca mais popular e uma das principais instituições de ensino e pesquisa da Europa Central. Durante muitos anos trabalhou para instituições e organismos com foco no ensino universitário e na investigação na República Checa e no estrangeiro, e foi também presidente da Conferência de Reitores Checos (2009–2011). Ocupou vários cargos públicos e profissionais, incluindo, por exemplo, membro da Diretoria do Instituto para o Estudo dos Regimes Totalitários, da Comissão de Credenciamento, da vice-presidência do Conselho de Pesquisa, Desenvolvimento e Inovação, e atuou como o principal conselheiro científico do primeiro-ministro. Em seu trabalho científico, ele se especializou em ciência política comparada, política europeia e pensamento político conservador. É autor de mais de 20 livros e 300 estudos profissionais publicados na República Checa e no estrangeiro.
Em 2012–2013 foi Ministro da Educação no governo de Petr Nečas; ele conseguiu trazer estabilidade ao departamento e seu trabalho conceitual e convincente rapidamente conquistou a confiança do público em geral.
Em outubro de 2013, ele era um candidato apartidário pelo ODS da Morávia do Sul e foi eleito membro do parlamento. Ingressou no ODS em 7 de novembro de 2013 e foi eleito líder do partido em janeiro de 2014. Ele manteve sua liderança em janeiro de 2016, 2018 e 2020. Em outubro de 2017 foi o líder nacional do ODS e da Morávia do Sul nas eleições, nas quais o ODS se tornou o líder segundo partido político mais forte. Em novembro do mesmo ano foi eleito Vice-Presidente da Câmara dos Deputados do Parlamento da República Checa. No outono de 2020, ele se tornou o líder nacional da recém-formada coalizão eleitoral SPOLU (ODS, KDU-ČSL, TOP 09). Em outubro de 2021, a coligação SPOLU venceu as eleições parlamentares com uma percentagem de 27,8 % (1 493 905 votos).

## Vida pessoal
Petr Fiala é casado com a bióloga Jana Fialová, que a conheceu enquanto estudante durante a Revolução de Veludo. Eles têm três filhos. Fiala é católico e foi batizado em 1986.